# Fred Zinnemann
Fred Zinnemann (29. duben 1907 Řešov – 14. březen 1997 Londýn) byl rakousko-americký filmový režisér židovského původu. Získal čtyři Oscary a jednu cenu BAFTA. Proslavil ho zejména western V pravé poledne.

## Život
Narodil se v Polsku, v židovské rodině, ale vyrůstal ve Vídni. Začal zde studovat práva, ale během studia ho uchvátil film a rozhodl se odjet do Paříže, kde začal navštěvovat filmovou školu a pracovat jako asistent kamery. Poté žil v Berlíně, kde spolu s Robertem Siodmakem a Billy Wilderem natočil roku 1929 dokumentární film Lidé v neděli.
Nakonec však roku 1929 odešel do Spojených států. Zde se živil nejprve jako statista, později točil nejprve krátkometrážní filmy, nakonec se roku 1942 dostal i k celovečerním.
Jeho prvním velkým úspěchem bylo drama Sedmý kříž z roku 1944, se Spencerem Tracym v hlavní roli. Největším pak western V pravé poledne z roku 1952, válečné drama Odtud až na věčnost z roku 1953 či muzikál Oklahoma! z roku 1955.
Roku 1936 získal americké občanství.
Připisuje se mu známá věta: „Tři nejdůležitější věci na filmu jsou scénář, scénář a scénář.“